# Jiuta Wainiqolo
Jiuta Wainiqolo (10 maart 1999) is een Fijisch rugbyspeler.

## Carrière
Wainiqolo won met de ploeg van Fiji tijdens de Olympische Zomerspelen van Tokio de gouden medaille. Wainiqolo was samen met Napolioni Bolaca de topscorer van de olympische ploeg met 25 punten, Wainiqolo scoorde vijf try. 

## Erelijst

### Met Fiji
- Olympische Zomerspelen:  2021